# 清光寺 (台東区)
清光寺（せいこうじ）は、東京都台東区にある浄土宗の寺院。

## 歴史
1594年（文禄3年）、信誉了公によって開山された。元々は駿河国に位置していたが、1665年（寛文5年）に現在地に移転した。これまで「乗願寺」という名称であったが、この移転を機に「清光寺」に改称した。
当寺第7世住職実誉恢超は徳川光圀の庶兄であることから、水戸徳川家と高松松平家の菩提寺になっている。
当寺は住職が将軍と単独で謁見できる「独礼寺院」であり、触頭でもある格式の高い寺院であった。

## 境内
- 長谷川一夫の碑
- 岡崎屋勘六（書家・勘亭流の祖）墓所
- 高松藩主松平家墓所
- 東京渡辺銀行頭取の渡辺治右衛門一族墓所
- 三木のり平（喜劇役者・本名田沼則子）墓所

## 交通アクセス
- つくばエクスプレス浅草駅より徒歩3分

田原町駅【銀座線）より徒歩1分（経路案内）。